# Ara Fortuna Redux
L'Ara Fortuna Redux era un altare dedicato alla Fortuna Redux ("Fortuna reduce"), situato nei pressi di Porta Capena, nella Regio I dell'antica Roma.

## Storia
L'altare fu fatto erigere dal Senato nel 19 a.C. in onore del ritorno di Augusto dall'oriente (Augusto entrò in città il 12 ottobre), dopo che lo stesso aveva concluso un trattato di pace, molto favorevole per i romani, con gli acerrimi nemici di Roma, i parti. Augusto, infatti, riuscì a ottenere dai parti le insegne romane (le aquile) sottratte nel 53 a.C. in occasione della battaglia di Carre, luogo di una pesante sconfitta romana. Riprendersi le aquile e obbligare i parti a un trattato umiliante permise ad Augusto di lavare l’onta della sconfitta e ripristinare l'onore di Roma.
L'altare fu inaugurato il 12 ottobre e dedicato il 15 dicembre del 19 a.C. ed è raffigurato su parecchie monete.
Presso questo altare pontefici e Vestali celebravano gli Augustalia.

## Descrizione

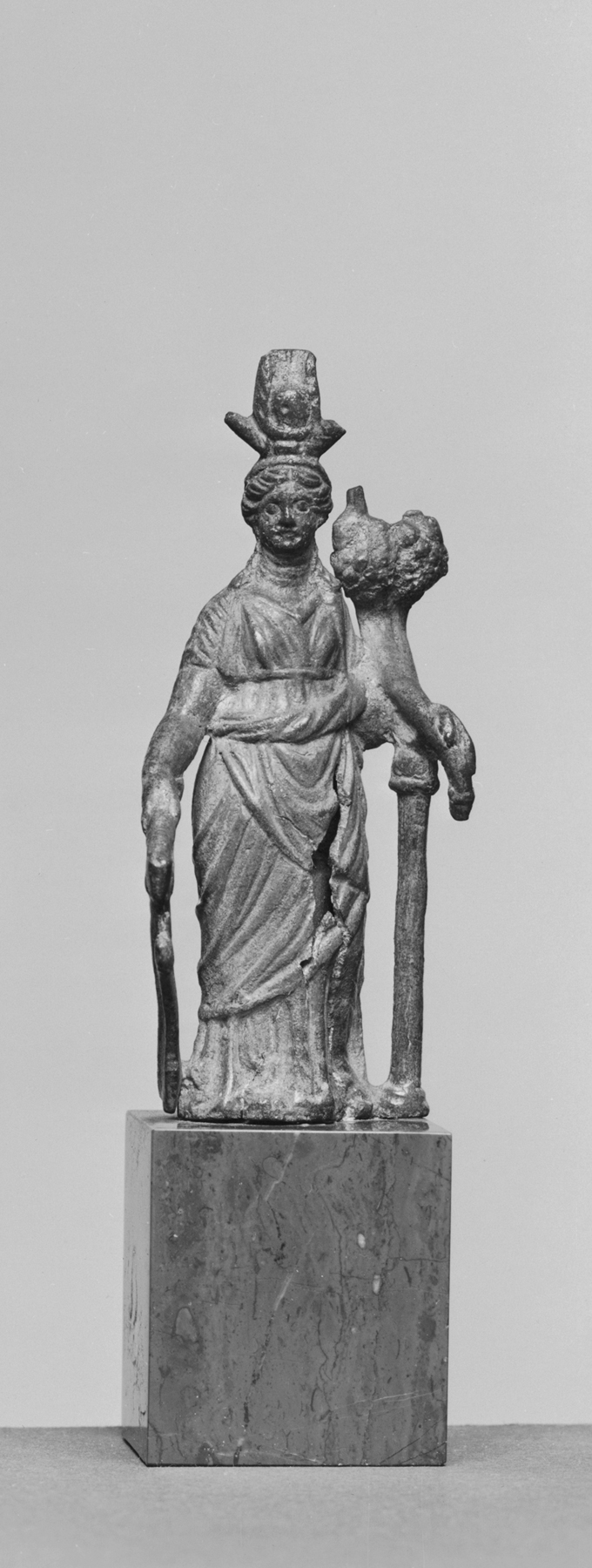
La coppia Iside-Fortuna

L'altare, di cui non si conserva nulla, sorgeva probabilmente a fianco del Tempio di Onore e Virtù, vicino alla Porta Capena.
L'altare è raffigurato su parecchie monete e sembra essere stato "relativamente modesto".

## Culto dellaFortuna Redux
Ai tempi dell'antica Roma, Fortuna Redux era una forma della dea Fortuna che proteggeva un ritorno, come ad esempio da un viaggio lungo o pericoloso.
I suoi attributi erano la tipica cornucopia della Fortuna e, per la sua funzione specifica, un timone o un remo di virata, talvolta in congiunzione con un globo.
Nella religione Romana, il culto della Fortuna Redux fu introdotto nel 19 a.C., istituendo per esso una nuova festività (feriae) il 12 ottobre, giorno che in origine celebrava il rientro di Augusto in Roma dall'Asia Minore nel 19 a.C..
Da allora, la Fortuna Redux ricevette sacrifici annuali da parte del collegio dei pontefici e delle Vestali su un altare dedicato a lei (Ara Fortunae Reducis).
Dopo la morte di Augusto, la festività divenne nota con il nome di Augustalia e fu uno sviluppo maggiore nel complesso delle prescrizioni religiose che coinvolgevano il culto imperiale.
Domiziano edificò un tempio per la dea a seguito della celebrazione di un trionfo al suo ritorno dalla Germania nel 93 d.C..
Probabilmente questo tempio si ergeva sulle pendici del Campidoglio dominando la Porta Triumphalis. Esso è stato identificato con un tempio in un pannello raffigurante una cerimonia di ritorno sull'arco di Marco Aurelio.
Il tempio è raffigurato con simboli della Fortuna sul podio e una struttura tetrastila e prostila di ordine corinzio.
Esso potrebbe corrispondere al tempio tetrastilo che compare su un frammento della Forma Urbis marmorea di età severiana.
Le raffigurazioni su monete indicano che la statua di culto raffigurava la dea in piedi e reggente il timone e la cornucopia, che erano i suoi attributi caratteristici.
Il culto della Fortuna Redux era ampiamente diffuso nella parte occidentale dell'Impero come divinità tutelare del ritorno sicuro dell'imperatore a Roma, quando egli se ne allontanava, un evento che riaffermava Roma come il centro del mondo imperiale.
A Cirta, in Numidia, un'iscrizione riportava una dedica alla Fortuna Redux Augusta effettuata da un ufficiale locale, in cui l'epiteto Augusta evidenzia la relazione fra la dea e il culto imperiale.
Fortuna Redux era la più comune manifestazione della dea Fortuna raffigurata sulla monetazione imperiale.
Ad esempio, nel 211 d.C., monetazione raffigurante la Fortuna Redux commemorava il ritorno di Caracalla e Geta dalla Britannia.
Essa compare anche su monete coniate da Settimio Severo, Gallieno ed altri imperatori.
Sebbene il culto della dea fosse stato costituito come parte della religione di Stato a Roma, la dea riceveva una devozione personale da individui provenienti da altrove nell'Impero, come indicato dalle iscrizioni per il completamento di un voto (votum), in cui si esprime la gratitudine per un ritorno sicuro.
Un'iscrizione da Glanum registra di un altare votivo dedicato da un militare veterano della Legio XXI Rapax alla Fortuna Redux unitamente alle divinità celtiche.
Anche un epiteto di Giove fu Redux.
Il timone e la cornucopia appaiono come attributi analogamente alla coppia sincretica Iside-Fortuna.